# 罗溪镇 (泉州市)
罗溪镇，是中华人民共和国福建省泉州市洛江区下辖的一个镇。

## 行政区划
罗溪镇下辖以下地区：
双溪村、后溪村、三村、前溪村、新东村、柏山村、三合村、建兴村、安内村、翁山村、永生村、东方村、大路脚村、钟山村、广桥村、双合村和洪四村。